# Ciężki Kocioł

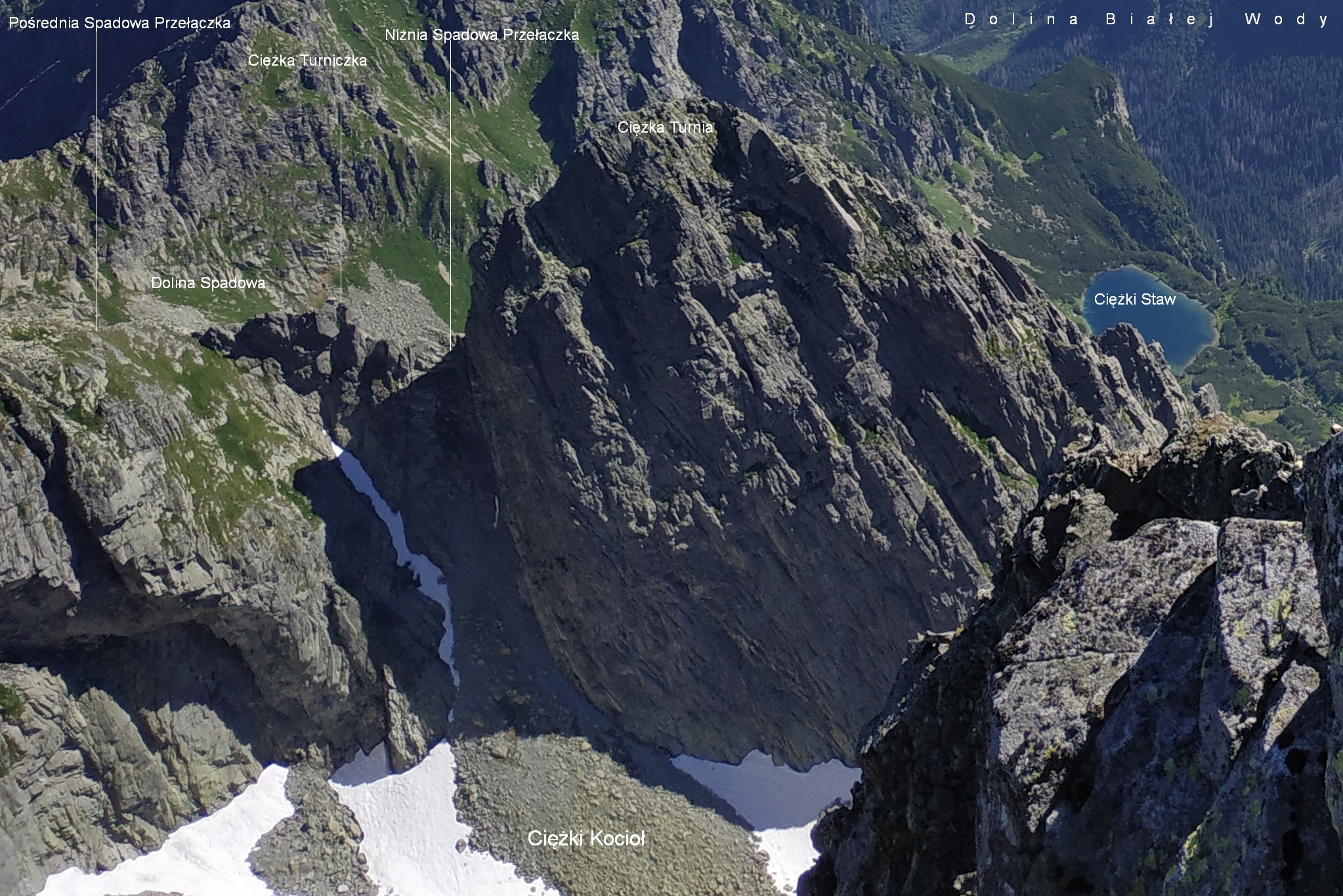
Widok z Rysów

Ciężki Kocioł – kocioł lodowcowy na wschodnich zboczach Przełęczy pod Rysami w Tatrach Słowackich. Jest to dolinka wisząca będąca najwyższym piętrem Doliny Ciężkiej. Kocioł otoczony jest z trzech stron potężnymi, skalnymi ścianami Rysów, Niżnych Rysów i Ciężkiej Turni. Na południowy wschód opada z niego stroma, częściowo piarżysta, częściowo trawiasta depresja mająca wylot w Zmarzłym Kotle. Po prawej (patrząc od dołu) stronie ograniczona jest gładkimi i stromymi płytami Zmarzłych Spadów, po lewej podobnymi płytami Spadów pod Rysami.
Cały kocioł zawalony jest ogromnymi głazami, a na niewielkim odcinku jego dno jest poziome. Do najwyższej części opada z Przełęczy pod Rysami żleb. Jego dno jest piarżyste, kruszyzna, a śniegi zalegają w nim do połowy lata. Według Władysława Cywińskiego Ciężki Kocioł to jeden z najbardziej wysokogórskich kotłów lodowcowych w całych Tatrach. Poza tym jest to też jedno z rzadziej przez ludzi odwiedzanych miejsc. Znajduje się poza szlakami turystycznymi, a taternicy bywają tu bardzo rzadko w drodze z Morskiego Oka do Galerii Gankowej. 
Autorem nazwy kotła jest Władysław Cywiński.

## Drogi wspinaczkowe
Z Doliny Ciężkiej do Ciężkiego Kotła można dojść trzema drogami:
1. Od wschodniego brzegu Zmarzłego Stawu; 0- w skali tatrzańskiej, czas przejścia 30 min. Jest to najłatwiejsze dojście do Ciężkiego Kotła i dawno znane
2. Od zachodniego brzegu Zmarzłego Stawu; 0 w skali tatrzańskiej, 30 min
3. Ze Zmarzłego Kotła wschodnią ścianą Rysów; 0, miejsce II

Z Ciężkiego Kotła na Przełęcz pod Rysami również prowadzi droga wspinaczkowa (II, 1 godz. 30 min). Pierwsze przejście: Wincenty Birkenmajer, Jan Sawicki, Wiesław Stanisławski 13 lipca 1930 r.